# أركيش
أركيش هي قرية تقع في إقليم أراد في رومانيا.

## السكان
حسب إحصائيات 2002 بلغ عدد سكان القرية 1,699 نسمة.